# Pound for pound
Pound for pound (eller pound-for-pound) är en term som används i kampsporter som boxning och mixed martial arts för att rangordna en fajters skicklighet i förhållande till fajters i andra viktklasser. Eftersom dessa utövare inte konkurrerar och tävlar mot varandra så det är därför svårt att bedöma vem som är den bästa pound for pound utövaren. Därför är bedömningarna ofta subjektiva och betygen på samma utövare varierar, och likaså rangordningen på den här typen av listor.
Sedan 1990 upprätthåller tidskriften The Ring Magazine en pound for pound-lista över olika fajters.
Även ESPN.com har en pound for pound-lista över Mixed martial arts-utövare.

## Historia
Benämningen kom till under 1940 och 1950-talet inom boxningen då man försökte beskriva boxarna i de mindre viktklassernas enorma skicklighet såsom till exempel Sugar Ray Robinson och sätta den i kontrast till de skickliga tungviktsboxarna. Vissa hävdar att den kom till redan på 1920-talet då man ska ha försökt göra samma jämförelse mellan den mycket skickliga lättviktaren Benny Leonard och den oerhört framgångsrika tungviktaren Jack Dempsey.